# Distretto di Kasuya
Il distretto di Kasuya (糟屋郡, Kasuya-gun?) è uno dei distretti della prefettura di Fukuoka, in Giappone.
Attualmente fanno parte del distretto i comuni di Hisayama, Kasuya, Sasaguri, Shime, Shingū, Sue e Umi.
| Controllo di autorità | VIAF (EN) 254712271 · NDL (EN, JA) 00286660 |